# Három perc (Lost)
A Három perc (Three Minutes) a Lost c. amerikai tévésorozat második évadjának 22. része.
2006. május 17-én mutatták be először az USA-ban, az ABC műsorán, a sorozat 47. részeként. Az epizódot Edward Kitsis és Adam Horowitz írta, és Stephen Williams rendezte. Középpontjában Michael Dawson áll.

## Ismertető
|  | Alább a cselekmény részletei következnek! |

### Visszaemlékezések
A szigeten töltött 52. napon, miután a Hattyú-beli számítógéppel kommunikált a Többiek által elrabolt fiával, Walttal, Michael fegyvert kér Locke-tól, majd leüti. Ezután visszaszalad a komputerhez és próbál kapcsolatot teremteni a gyermekével, de a gép először nem működik. Miután megjavul, Michael közli Walttal, hogy most indul. Útmutatást kér, a fia közli vele, hogy északon tartják fogva, ahol „a parton sok a szikla, és (valaminek) a közepén nagy lyuk van.” Ekkor Jack meglátja az eszméletlenül fekvő Locke-ot, ezután Michael ráfogja a puskát és közli vele, hogy megkeresi a fiát, és ebben senki sem akadályozhatja meg. (vö. „A vadászat”)
Michael elindul, ügyelve arra, hogy északnak tartson. Hirtelen meglátja a Többiek egyik tagját, Danny-t. Fegyvert fog rá, erre Danny megkérdezi: „Maga Walt apja, nem igaz?” A következő pillanatban a háta mögé lopakodó Tom lefegyverzi Michaelt. A férfi igyekszik elmenekülni, Danny rá is lő, de Tom leinti: „Szükség lesz rá.” Ezután Tom parittyával hátba találja, és zsákot húznak a fejére.
Ugyanezen nap estéjén Michaelt a Tomék által vert táborba viszik. Danny foglyul ejti Kate-et, de a fejére húzott zsák miatt a nő nem tudja, hogy Michael is ott van. Tom elveszi Jack, Locke és Sawyer fegyvereit, akik Michael keresésére indultak (lásd még "A vadászat"). A tábortűznél Alexet láthatjuk, aki, mikor Tom felszólítja, hogy vigye ki Kate-et hozzájuk, Dannyt kéri meg a feladat végrehajtására. Így egyedül marad Michaellel, ezt az időt pedig Claire-ről való kérdezősködésre használja fel. A férfi nem igazán érti a dolgot. Miután Tom visszatér a fegyverekkel együtt, Alex leüti Michaelt.
Két nappal később  Michael panaszkodik az állandó menetelésre. Erre Tom azt feleli, hogy megérkeztek. Ennek mintegy igazolása egy hatalmas szikla, melynek „a közepén nagy lyuk van”. A faluban puritán körülmények uralkodnak, szemmel láthatóan még a túlélőknél is rosszabb a soruk. Két fegyveres egy DHARMA állomást, az Ajtót őrzi (amelyről később az Élj másokkal, halj meg egyedül! c. epizódban kiderül, hogy csak egy ál-állomás). Danny vérmintát vesz Michaeltől, majd Bea mutatkozik be Ms. Klugh-ként. Waltról kezd kérdezősködni, mire a férfi elmondja, hogy nem élt a fiával és azonnal látni akarja. Bea válasza: „Ahhoz képest, hogy ennyire vágyik a fiára, úgy látom, nem sokat tud róla.”
Nyolc nappal később Bea látogatja meg Michaelt abban a sátorban, ahol fogva tartják. A nő vacsorát visz neki. A férfi megkérdi tőle, mikor ölik meg. Michael elmondja, hogy a fia szerinte már nem is él. Bea azt feleli: „Itt áll a kunyhó előtt. De ahhoz, hogy elengedjük magát és Waltot, ki kell szabadítania egy társunkat, akit a maga barátai elkaptak.” Michael látni kívánja a fiát. A nő közli: három percet kapnak. Danny bevezeti Waltot. Az apja kérdezgetni kezdi: mit csináltak vele, hogy van stb. A fiú azt mondja, hogy nem bántották, csak vizsgálgatták. Vincentről érdeklődik, majd kiabálni kezd: „Ne higgy nekik, apa, csak megjátsszák magukat! Nem azok, akinek mutatják magukat!” Waltot ki akarják vezetni, de odaszalad az apjához, megöleli, és arra kéri, hogy ne hagyja itt. Michael megígéri, hogy kiszabadítja innen. Ekkor Danny  valóban kiviszi a kunyhóból. Michael sírni kezd. Bea arra utasítja: ha kiszabadította az emberüket, Michaelnek el kell hoznia négy társát, akiknek a nevét felírja egy papírra. Ha nem viszi el őket a Többiekhez, soha többé nem látja a fiát. A férfi beleegyezik. A listán Jack Shephard, Kate Austen, Hugo Reyes és James Ford neve szerepel. Az utóbbi névről Michael nem tudja, kit rejt, ezért Bea elmondja, hogy Sawyer néven ismeri. A nő megkérdezi: „A többiek ismerősek?” Michael: „Igen, a barátaim.” Bea biztosítja a férfit: ha elhozza őket, visszakapja a fiát és szabadon távozhat. Michael közli: egy hajót is kér.

### Valós idejű történések
Michael eléget egy cetlit (mint később kiderül, a listát). Ekkor Jack kinyitja a bunker ajtaját és behívja Michaelt beszélgetni. Az afroamerikai férfi által lelőtt két nő, Ana Lucia és Libby holtteste még mindig a Hattyúban van. Michael igyekszik meggyőzni a többieket, hogy csak ők öten: Jack, Kate, Sawyer, Hurley és saját maga menjenek a Többiekhez, különben észreveszik őket. A szemmel láthatóan elkeseredett Hurley kifakad, hogy a halottak még el sincsenek temetve. Jack megnyugtatja, hogy Libby-t kiviszik. A doki azt mondja Michaelnek: „Eltemetjük őket, aztán kitaláljuk, hogyan tovább.” Walt apja ezután a földön lévő vérfoltra néz.
Michael éppen a vérfoltot mossa, mikor belép Mr. Eko, aki Locke-kal együtt épp a Gyöngy állomástól jött vissza. Elmondja, hogy nem találták meg „Henry”-t. Eko segít a férfinak felmosni a padlót. Michael megkérdezi, hogy mivel Eko pap, hisz-e a pokolban. Eko válasz helyett elmond egy történetet: amikor egy kis angol parókián szolgált, a templom mögött mindig ott várta egy kisfiú. Egy napon aztán a fiú meggyónta, hogy agyonverte a kutyáját, mivel az állat megmarta a húga arcát. Kíváncsi volt, hogy ezért a pokolra jut-e. Eko azt felelte: az Úr megérti és bűnbocsánatot nyer, ha megbánja tettét. De a gyereket nem a megbocsátás érdekelte, hanem attól félt, hogyha a pokolra jut, a kutya már várni fogja őt.
Michael a partra igyekszik, közben elfogja a rosszullét. Jack meglátja és érdeklődik a hogyléte felől. Michaelnek „ki kellett szabadulnia” a bunkerből. Ismét győzködi Jacket a mihamarabbi indulásról. Ragaszkodik az ötfős csapathoz. Mivel Walt az ő fia, ő dönt. Jack beleegyezik.
A parton Charlie Ekóról érdeklődik Claire-től. A férfi átad a nőnek egy DHARMA jelű táskát, melyben vakcinák és egy pneumatikus injektor található. Charlie úgy vélte, nála és Aaronnál van a legjobb helyen. A zenész elmondja a nőnek, hogy kipróbálta, mert tudni akarta, mit ad nekik. A mellékelt tájékoztatón az áll, hogy kilencnaponta kell be adni egy adagot. Claire elfogadja a csomagot. Charlie épp meg akarja beszélni vele, hogy mikor költözhetne vissza a sátrába, amikor a nő meglátja a visszatérő Michaelt.
Sun és Jin egy hálót javítanak, amikor a nő észreveszi Michaelt. Kiáltására Jin is megfordul. A túlélők mind Jack és Michael köré sereglenek, Jin megkérdezi (angolul): „Jól vagy?” Michael azt feleli: igen. A férfi megöleli mindkettőjüket. Sun ekkor veszi észre a két zsákot, melyben Ana Lucia és Libby holtteste van. Kate már elkezdte kiásni a sírgödröket. Sun arra kíváncsi, kik ők. Michael felel: „Ana Lucia és Libby. Megölték őket.”
Michael a parton Vincentet simogatja. Jack és Sawyer a fegyvereket ellenőrzi utóbbi sátrában. Sawyer megkérdezi: „Mi történt a dzsungelben Kate-tel és veled? Egész éjszaka távol voltatok.” „Egy hálóban ragadtunk” - feleli Jack. „Ezt hogy értsem?” „Csak úgy, hogy egy hálóban ragadtunk.” „Nahát, ez a legújabb szleng” - mondja Sawyer.
A sátorból kilépve a doktor Sayiddal találkozik. Az iraki „Henry” szökéséről érdeklődik. Sawyer elmondja, hogy Locke és Eko utána ment, de azóta semmi hír róluk. Sayid azt kérdezi, mire kellenek a fegyverek. Sawyer azt válaszolja, háborúba készülnek a Többiek ellen. Jack megmondja a katonának, hogy Michael döntése értelmében nem jöhet velük. Sawyer és Sayid nem helyesli ezt, utóbbi szerint nem Michalnek, hanem nekik kell dönteniük. Sawyer ad egy pisztolyt Sayidnak.
Közben a bunkerban a Mr. Eko nyakában lógó keresztet magához vonzza a fal mögötti mágnes. Ekkor elkezd pityegni a a számláló. Eko beüti a számokat, a számláló visszaáll 108 percre. A pap láthatóan elégedett magával. A számok beírása után Charlie érkezik meg. Felelősségre vonja Ekót, hogy „az éjszaka közepén becsörtetett a dzsungelbe” és nem kereste fel őt. Eko azt feleli, hogy volt egy kis dolga. Ezután megkéri Charlie-t, hogy hozza át a holmiját a partról a bunkerbe. A zenész a templom sorsa felől érdeklődik. „Most valami mással kell foglalkoznom” - mondja Eko. Charlie ezek után faképnél hagyja, mondván, hozza át Eko maga a cuccát.
Michael a parton készülődik, mikor Sawyer megviszi neki a hírt: Sayid is jön, napnyugtakor indulnak. Michael nem helyesli ezt, de amikor Sawyer kifejti a helyzetet („ha háborúba megyünk, jó, ha velünk van egy katona”), látszólag belenyugszik.
Sayid pakolja a hátizsákját, amikor Michael megkeresi és közli vele, hogy nem jöhet. Sayid megkérdezi, miért nem mehet. „Mert a szökött fickót keresnéd, pedig mi a fiamért megyünk” - válaszol Michael. „Úgy érted, kockáztatnám Walt életét a bosszúvágyam miatt?” - kérdezi az iraki. „Az a lényeg, hogy én döntöm el, ki jön velünk, és te maradsz. Tudom, segíteni akarsz, de úgy kell lennie, ahogy akarom” - jelenti ki Michael. „Akkor legyen. Sok szerencsét!” - egyezik bele Sayid.
Charlie megpróbálja egyedül továbbépíteni a templomot, kevés sikerrel. Vincent egy heroinnal teli Szűz Mária-szobrot visz neki. Kiderül, hogy a szobor Sawyer sátrából való, ahol az összes többi is ott van. Charlie az minden szobrot a tengerbe dob. Tettét Locke is látja.
Jack és Sawyer a bunkerben vannak, mikor az orvos a szemére hányja Ekónak, hogy Locke-kal egész éjjel kint mászkáltak. A pap elmondja, hogy „Henry”-nek nyomát sem találták. Jack ezután Locke hollétéről érdeklődik. Ekónak fogalma sincs róla. A doktor közli vele, hogy napnyugtakor temetik el a parton Anáékat. Eko a Hattyúban marad, a maga módján gyászol.
Jackék a fegyvertáskát rendezgetik, mikor Sawyer megkérdezi, hogy ki fog beszélni a sírnál. „Hurley biztos szeretne szólni Libby-ről” - feleli a doktor. Sawyer ezek után elmondja, hogy Ana-Luciának még a vezetéknevét sem tudta. Ezután bevallja, hogy a nő szeretkezés közben szerezte meg a pisztolyt. „Egy hálóban ragadtunk” - mondja Sawyer. Jack kíváncsi, miért mondta el ezt neki. „Mert akár ráfoghatjuk, hogy a barátom vagy és már elment. De most legalább kinyírhatok valakit!” - válaszol Sawyer.
Kate és Hurley a sírgödröt ássa. Michael odamegy hozzájuk, és segít. A férfi megkérdezi Kate-et, hogy tud-e a tervről, mely szerint hajnalban indulnak a Többiekhez. Michael ezután Hurley-t is megkérdezi, nem akarna-e velük menni. Hurley nem igazán szeretne menni, Michael megpróbálja meggyőzni („Hiszen ők ölték meg!”), erre Hugo azt válaszolja, hogy bár sajnálja Waltot, nem megy.
Naplementekor a túlélők összegyűlnek a parton a temetésre. Locke először a parton üldögél, aztán levágja a lábáról a sínként használt deszkát és elindul a dzsungelbe. Jack elmondja Sayidnak, hogy amikor Sydney-ből Los Angeles-be repült volna, az apját akarta eltemetni. Sayid elárulja a dokinak, hogy szerinte Michaelt megzsarolták. Úgy viselkedik, mint akinek rejtegetnivalója van, egy apa pedig mindenre képes a fiáért. Sayid szerint ő szabadította ki „Henry”-t és csapdába vezeti Jackéket. A doktor szerint az iraki elég szkeptikus. Az erre azt válaszolja: „Tudtam, hogy Henry közéjük tartozik.” Jack beszélni kíván Michaellel, erre Sayid lebeszéli róla: „Azt kell hinnie, továbbra is ő irányít.” Az orvos nem érti, ez mire jó. A katona szerint ebből még előnyt kovácsolhatnak. Jack ennek a mikéntjére is kíváncsi lenne, de ezt még Sayid se tudja, „de van még egy éjszakánk, hogy kitaláljuk.”
Jack a búcsúztatáson elmondja, hogy Ana Lucia a lezuhanás előtt rendőrként dolgozott. Nehéz volt neki a szigeten, de igyekezett helytállni. Nem volt bőbeszédű, és Jack is követi a példáját. „Nyugodj békében, Ana!” - mondja Jack. Ezután Hurley mondja el beszédét: „Libby klinikai pszichológus volt. Sok emberen segített, rajtam is. A barátom volt. Igazságtalanság, ami történt. Veletek megyek.” - mondja Michaelnek. „Isten veled, Libby!” - fejezi be beszédét. A túlélők ezután a sírok mellett állnak egy ideig, ekkor Sun meglát egy vitorlás hajót. Az emberek a tenger felé fordulnak.
|  | Itt a vége a cselekmény részletezésének! |